# Actinanthella
Actinanthella, biljni rod manjih razgranatih grmova iz porodice ljepkovki. Dvije priznate vrste raširene su po južnoj i jugoistočnoj Africi.

## Vrste
1. Actinanthella menyharthii (Engl. & Schinz) Balle
2. Actinanthella wyliei (Sprague) Wiens